# Lijst van studentenverenigingen in Breda
Onderstaande is een (niet volledige) lijst van studentenverenigingen in Breda.
| Vereniging                                                  | Oprichtingsdatum            | Status                             | Doelgroep/Instituut                                              | Koepelorganisatie/Netwerk                        | Ledental | Afbeelding |
| ----------------------------------------------------------- | --------------------------- | ---------------------------------- | ---------------------------------------------------------------- | ------------------------------------------------ | -------- | ---------- |
| C.S.V. Alpha Breda                                          |                             | Opgeheven, geïntegreerd in Ichthus | Avans Hogeschool NHTV internationaal hoger onderwijs Breda       | C.S.V. Alpha Landelijk                           |          |            |
| C.S.V. Ichthus Breda                                        |                             | Actief                             | Avans Hogeschool NHTV internationaal hoger onderwijs Breda       | V.C.S. Ichthus Landelijk                         | 30       |            |
| Vereniging van Gereformeerde Tilburgse en Bredase Studenten |                             | Actief                             | Avans Hogeschool NHTV internationaal hoger onderwijs Breda       | Vereniging van Gereformeerde Studenten-Nederland |          |            |
| S.V. Maximus                                                | 22 oktober 2013             | Actief                             | Avans Hogeschool NHTV internationaal hoger onderwijs Breda       |                                                  | 80       |            |
| SV Phileas Fogg                                             | 26 september 1966           | Actief                             |                                                                  |                                                  | 350      |            |
| SV Virgo                                                    | 1974                        | Actief                             | Avans Hogeschool                                                 |                                                  | 400      |            |
| B.S.R.V. Scylla                                             | 22 februari 2005            | Opgeheven                          |                                                                  |                                                  |          |            |
| BIOS                                                        |                             |                                    | Avans Hogeschool - ICT & Business                                |                                                  |          |            |
| BOLD                                                        |                             |                                    | Avans Hogeschool - Communication & Multimedia Design             |                                                  |          |            |
| S.V. Cesar                                                  | 1991 (heropgericht in 2007) | Actief                             | Avans Hogeschool - Commerciële Economie & Small Business         |                                                  |          |            |
| Comm.On                                                     |                             |                                    | Avans Hogeschool - Communicatie                                  |                                                  |          |            |
| Consors Cervisia                                            | 1991 (heropgericht in 2007) | Actief                             | Avans Hogeschool - Informatica                                   |                                                  |          |            |
| S.V. Connect                                                | 2018                        | Actief                             | Avans Hogeschool - Business, IT en Management                    |                                                  |          |            |
| Bèta                                                        | 16 mei 2019                 | Actief                             | Avans Hogeschool - Academies AE&I en ATGM                        |                                                  |          |            |
| 't KAG                                                      |                             |                                    | NHTV internationaal hoger onderwijs Breda - Facility Management  |                                                  |          |            |
| Maurits                                                     |                             |                                    | Avans Hogeschool                                                 |                                                  |          |            |
| S.V. Merlijn                                                | 26 september 1966           | Actief                             | Avans Hogeschool - Bedrijfskunde MER & Human Resource Management |                                                  |          |            |
| Midas                                                       |                             |                                    | Avans Hogeschool - Accountancy                                   |                                                  |          |            |
| Sv Oase                                                     |                             | Actief                             | Avans Hogeschool - Bedrijfseconomie                              |                                                  |          |            |
| SV Socialize                                                |                             | Actief                             | Avans Hogeschool - Sociale studies                               |                                                  |          |            |
| Studententennis Breda                                       | 19 september 2018           | Actief                             |                                                                  |                                                  | 200      |            |
| BIOS                                                        |                             |                                    | Avans Hogeschool - ICT & Business                                |                                                  |          |            |
| BOLD                                                        |                             |                                    | Avans Hogeschool - Communication & Multimedia Design             |                                                  |          |            |
| S.V. Cesar                                                  | 1991 (heropgericht in 2007) | Actief                             | Avans Hogeschool - Commerciële Economie & Small Business         |                                                  |          |            |
| Comm.On                                                     |                             |                                    | Avans Hogeschool - Communicatie                                  |                                                  |          |            |
| Consors Cervisia                                            | 1991 (heropgericht in 2007) | Actief                             | Avans Hogeschool - Informatica                                   |                                                  |          |            |
| S.V. Connect                                                | 2018                        | Actief                             | Avans Hogeschool - Business, IT en Management                    |                                                  |          |            |
| Bèta                                                        | 16 mei 2019                 | Actief                             | Avans Hogeschool - Academies AE&I en ATGM                        |                                                  |          |            |
| 't KAG                                                      |                             |                                    | NHTV internationaal hoger onderwijs Breda - Facility Management  |                                                  |          |            |
| Maurits                                                     |                             |                                    | Avans Hogeschool                                                 |                                                  |          |            |
| S.V. Merlijn                                                | 26 september 1966           | Actief                             | Avans Hogeschool - Bedrijfskunde MER & Human Resource Management |                                                  |          |            |
| Midas                                                       |                             |                                    | Avans Hogeschool - Accountancy                                   |                                                  |          |            |
| Sv Oase                                                     |                             | Actief                             | Avans Hogeschool - Bedrijfseconomie                              |                                                  |          |            |
| SV Socialize                                                |                             | Actief                             | Avans Hogeschool - Sociale studies                               |                                                  |          |            |
| S.V. Talpa                                                  | September 2019              | Actief                             | Avans Hogeschool - Chemie                                        |                                                  |          |            |